# Helictopleurus coruscus
Helictopleurus coruscus là một loài bọ cánh cứng trong họ Bọ hung (Scarabaeidae).